# Kanalizacja ogólnospławna
Kanalizacja ogólnospławna – rodzaj kanalizacji, do której spływają wszystkie rodzaje ścieków z terenu objętego jej zasięgiem z tzw. zlewni ścieków. Kanalizacja ogólnospławna wyposażona jest w tzw. przelewy burzowe, które w okresie opadów odprowadzają mieszaninę ścieków i wody opadowej do odbiornika – płynącego cieku.